# Минский тракторный завод
Открытое акционерное общество «Минский тракторный завод» (ОАО «МТЗ») (бел. ААТ «Мінскі трактарны завод») — завод в Белоруссии, производитель сельскохозяйственной техники. ОАО «Минский тракторный завод» входит в состав холдинга «МТЗ-ХОЛДИНГ» и является его управляющей компанией. В 2017 году завод произвёл 87 % колёсных тракторов в СНГ.
«Минский тракторный завод» был основан 29 мая 1946 года. По состоянию на 2020 год на предприятии работало более 15 тыс. человек. Мощности завода рассчитаны на производство 71 тысячи тракторов различных серий.
ОАО «Минский тракторный завод» разрабатывает и изготавливает колёсные и гусеничные тракторы, мотоблоки, прицепные и навесные орудия для сельскохозяйственных, строительных, лесных и коммунальных работ, запасные части, товары народного потребления, организует на лицензионной основе их производство, оказывает услуги по налаживанию и проведению сервиса. На 2019 год выпущено более 3,86 миллионов тракторов, из них свыше 2,6 миллионов поставлено более чем в 100 стран мира. Предприятие выпускает около 100 моделей разных видов машин с более чем 200 вариантами сборки для различных эксплуатационных условий мощностью от 9 до 455 л. с.
Большинство моделей тракторов оснащаются дизельными двигателями производства Минского моторного завода.

## История предприятия
- 29 мая 1946 года — принято постановление Совета министров СССР № 1142 «о строительстве Минского тракторного завода».
- 1946 год — возводятся посёлок мотовелозавода, посёлок тракторного завода. На площадях недостроенного авиационного завода начинается строительство тракторного завода[7].
- 1947 год — строительство МТЗ объявлено всесоюзной ударной стройкой.
- 1948 год — к 31-й годовщине Октябрьской революции собран первый пусковой мотор.
- 18 июня 1949 года — собран первый образец колёсного трактора заводской конструкции.
- 4 ноября 1950 года — выпущен первый гусеничный трактор КД-35. Начало производства гусеничных тракторов.
- 1951 год — выпущен первый трелёвочный трактор КТ-12.
- 14 октября 1953 года — в торжественной обстановке с конвейера сошёл первый серийный колёсный трактор МТЗ-2 «Беларусь».
- 1957 год — производство гусеничных машин передано на другие предприятия. МТЗ теперь выпускает только универсальные колёсные тракторы.
- 1958 год — выпущен 100 000-й трактор МТЗ.
- 1959 год — освоение новых моделей колёсных тракторов МТЗ-5 «Беларусь». Испытания опытной модели МТЗ-50.
- 22 июня 1961 года — выпущен 200 000-й трактор МТЗ.
- 23 марта 1965 года — выпущен 400 000-й трактора МТЗ.
- август 1966 года — выпущен 500 000-й трактор МТЗ.
- 1971 год — МТЗ награждён орденом Октябрьской Революции.
- 1972 год — создано Производственное объединение «Минский тракторный завод».
- 5 ноября 1972 года — на главном конвейере начата сборка миллионного трактора.
- 1976 год — в связи с 30-летием предприятия присвоить ему имя В. И. Ленина.
- В 1960—1970-х годах осваиваются новые модели тракторов: МТЗ-50, МТЗ-52, МТЗ-80 и МТЗ-82.

27 марта 1984 года завод выпустил двухмиллионный трактор.
13 сентября 1985 года были завершены испытания трактора МТЗ-100.
В 1985 году тракторы завода использовались в 70 странах мира (среди которых — Дания, Канада, Коста-Рика, США и страны СЭВ).

### Современное состояние
Минский тракторный завод в 2005 году произвёл 42 158 тракторов (без учёта мини-тракторов) — на 22 % больше, по сравнению с 2004 годом. Помимо этого, 1688 тракторов «Беларус» было собрано из тракторокомплектов на Елабужском автомобильном заводе и 20 на АО «Павлодартрактор». В 2006 завод приступил к производству опытных образцов тракторов мощностью 450 лошадиных сил. Впервые новые образцы техники были представлены 30 мая 2006 года на торжествах, посвящённых 60-летию завода. В 2008 году завод выпустил почти 66 тыс. тракторов и машин. Производство товарной продукции за год превысило 2,6 трлн белорусских рублей. В 2010 году начал подготовку к изготовлению опытной партии тракторов «Беларус-3522». По заявлению завода, трактор «Беларус-3522» — самый мощный из тракторов, производимых в Европе.
1 августа 2014 в Государственном реестре зарегистрирован холдинг «МТЗ-ХОЛДИНГ».
В 2017 году было произведено 31 011 тракторов на сумму 980 млн руб. (около 490 млн долларов) и прочей продукции на 196 млн руб. За счёт кредитной линии Китая, собственных средств, кредита Банка развития Республики Беларусь и прочих кредитов завод ведёт модернизацию производства, ориентированную прежде всего на наращивание производства энергонасыщенных тракторов.
По состоянию на 2017 год на заводе насчитывалось 5882 единицы металлорежущего оборудования, 990 единиц кузнечно-прессового оборудования, 118 деревообрабатывающих станков, 851 единица литейного оборудования и 4389 единиц подъёмно-транспортного оборудования.
В феврале 2019 года в собственность МТЗ переданы акции ОАО «Оршанский инструментальный завод».
29 мая 2021 года на выставке в честь 75-летия МТЗ был представлен прототип первого белорусского беспилотного трактора — Belarus A3523i. В 2022 году был выпущен чётырёхмиллионный трактор.
С 2022 года МТЗ находится в санкционном списке Канады «соратников режима Лукашенко» за «содействие вторжению президента Путина в свободную и суверенную страну», а также под санкциями Украины (октябрь).

### Экспорт
Основной импортёр техники МТЗ — Российская Федерация. В 2017 году тракторы «Беларус» занимали более 95 % рынка тракторов в сегменте 80-100 л. с. в России (доля МТЗ среди всех колёсных тракторов — 66 %). Продукция предприятия занимает от 10 % до 40 % рынка тракторов в Латвии, Сербии, Венгрии, Румынии, Таджикистане, 50 % в Азербайджане, 60 % в Молдове, 82 % в Казахстане. На Украине тракторы «Беларус» занимают 80 % рынка тракторов мощностного диапазона 50-120 л. с. и 46 % рынка тракторов 100—200 л. с., в Египте — 80 % рынка в мощностном диапазоне 60-90 л. с.
В 2017 году более 500 тракторов было экспортировано в 8 стран:
- Россия — 11 135;
- Пакистан — 4845;
- Украина — 4028;
- Казахстан — 2106;
- Азербайджан — 1637;
- Венгрия — 871;
- Румыния — 812;
- Литва — 736.

## Выпускаемая продукция

### Тракторы
- Беларус-320 и модификации (35-36 л. с.);
- Беларус-422 и модификации (50 л. с.);
- Беларус-550 и модификации (57-90 л. с.);
- Беларус-80.1/82.1 и модификации (82.1, 82У, 90, 92, 820, 900.3, 892, 892.2, 920, 920.2, 920.3, 920.4, 920.5, 920.6, 952.2, 952.3, 952.4, 952.5, 952.6; 81-95 л. с.);
- Беларус-622 (62,5 л. с.);
- Беларус-923 и модификации (95 л. с.);
- Беларус-1025 и модификации (105—110 л. с.);
- Беларус-1220.1 и модификации (122 л. с.);
- Беларус-1221 и модификации (130—136 л. с.);
- Беларус-1523 и модификации (148—153 л. с.);
- Гусеничный Беларус-1502 (158 л. с.);
- Беларус-2022 и модификации (180—212 л. с.);
- Гусеничный Беларус-2103 (212 л. с.);
- Беларус-3022 и модификации (303 л. с.);
- Беларус-3522 и модификации (355—364 л. с.);
- Гусеничный Беларус-3525 (364 л. с.);
- Беларус-4522 (431/466 л. с.).

- МТЗ-5 «Беларусь»
- Трактор «Беларус-82.1»
- Трактор «Беларус-1221.3»
- Трактор «Беларус-1522»
- Гусеничный трактор Беларус-3525
- Опытный образец трактора «Беларус-5022» (500 л. с.)
- Машина лесная погрузочно-транспортная (форвардер) МЛПТ-344
- Трактор лесохозяйственный Л1221.4
- Трактор МТЗ-82.1 с фронтальным погрузчиком

### Специальные тракторы
Беларус-80Х; Беларус-100Х (трёхколёсные); Беларус-920Р; Беларус-921.2; Беларус-921.3; Беларус-921.4-10/91.

### Специальная техника
- лесная техника (лесохозяйственные и трелёвочные трактора, погрузочно-транспортные машины, харвестеры, рубильные машины, полуприцепы)
- коммунальная техника
- тракторные универсальные шасси
- шахтная техника
- гусеничные тракторы
- манипуляторы

### Мотоблоки и минитракторы
- Мотоблок Беларус-09Н (9 л. с.);
- Мини-тракторы Беларус-132Н, Беларус-152 (13 л. с.).

### Новые разработки
Беларус-2103; Беларус-3023; Беларус-1502; Беларус ЭП-491; Беларус 1502-01; Беларус МУ-466; Беларус-5022.
Belarus A3523i — белорусский прототип беспилотного трактора.

## Состав холдинга «МТЗ-ХОЛДИНГ»
По состоянию на апрель 2022 года в состав холдинга входит 10 предприятий:
- Минский тракторный завод — управляющая компания холдинга;
- Бобруйский завод тракторных деталей и агрегатов
- Витебский завод тракторных запчастей
- Минский завод шестерён
- Сморгонский агрегатный завод
- Лепельский ремонтно-механический завод
- Смолевичский завод шестерён
- Хойникский завод гидроаппаратуры
- Наровлянский завод гидроаппаратуры
- Мозырский машиностроительный завод
- Оршанский инструментальный завод